# Strada barocca dell'Alta Svevia

Il logo della Barockstraße come cartello stradale. Esso viene posto per indicare il percorso della strada barocca dell'Alta Svevia.

La strada barocca dell'Alta Svevia (Oberschwäbische Barockstraße) è un percorso turistico tematico attraverso l'Alta Svevia che segue i temi di "natura, cultura, barocco". La strada ha una lunghezza di circa 500 km e venne fondata nel 1966 ad essere la prima strada tematica della Germania. C'è anche un'estensione della strada attraverso la Svizzera e l'Austria, attorno al lago di Costanza.
Il suo logo consiste in un putto di colore giallo su uno sfondo verde, ove il putto è un chiaro rimando come figura tipica della decorazione barocca.

## Origini
Dopo la fine della guerra dei trent'anni nel 1648, seguì il periodo della controriforma promossa dalla chiesa cattolica, con una conseguente esplosione di costruzioni pubbliche e private (soprattutto luoghi di culto) nell'Alta Svevia, il tutto ovviamente influenzato dallo stile barocco che proprio in quei momenti stava prendendo molto piede in terra di Germania. Il risultato attuale è quella che viene chiamata la strada barocca dell'Alta Svevia e copre un arco temporale che va dal 1650 alla rivoluzione francese.
LA riorganizzazione dell'Europa sotto Napoleone all'inizio del XIX secolo (conosciuta in Germania col nome di mediatizzazione) distrusse quel grande patrimonio di piccoli e medi stati che avevano favorito coi loro principi la nascita di queste stupende opere d'arte e questi stessi edifici vennero secolarizzati o adibiti agli usi più svariati.
Solo nel Novecento si pensò di restaurare questi antichi monumenti di un glorioso passato, riportandoli al loro antico splendore e riorganizzandoli appunto nella via barocca.

## Punti salienti
I principali luoghi da visitare lungo la strada sono:
- Ulma - la cattedrale.
- Abbazia di Wiblingen - chiesa e biblioteca.
- Laupheim - la chiesa parrocchiale dei Santi Pietro e Paolo; il castello Großlaupheim e il suo museo; il castello Kleinlaupheim.
- Biberach an der Riß - la  chiesa parrocchiale di San Martino
- Steinhausen, oggi un quartiere di Bad Schussenried - la chiesa parrocchiale dei Santi Pietro e Paolo (anche luogo di pellegrinaggio), spesso ricordata per essere "la più bella chiesetta di paese al mondo".
- Bad Schussenried - il monastero e la biblioteca in stile rococò.
- Obermarchtal - il monastero con il palazzo residenziale, definita la "piccola Versailles."
- Abbazia di Zwiefalten - luogo di pellegrinaggio con residenza.
- Bad Wurzach - il castello ricordato per avere la più bella scala barocca dell'Alta Svevia.
- Meßkirch - castello e chiesa.
- Kißlegg - vecchio e nuovo castello.
- Langenargen - chiesa e castello (sec. XIX).
- Friedrichshafen - il monastero di Hofen (la chiesa è nota come Schloßkirche - chiesa di castello).
- Meersburg - il castello medievale (forse il più vecchio castello della Germania) e il castello barocco.
- Überlingen - la città e la residenza.
- Ravensburg - conosciuta anche come la città delle torri e dei cancelli; la chiesa abbaziale a Weißenau.
- Weingarten - il monastero e la basilica che contiene il famoso organo a canne monumentale costruito da Joseph Gabler.
- Tannheim - chiesa parrocchiale di San Martino del primo stile barocco.
- Memmingen - il complesso del monastero.

### Esempi di monumenti sulla strada barocca dell'Alta Svevia

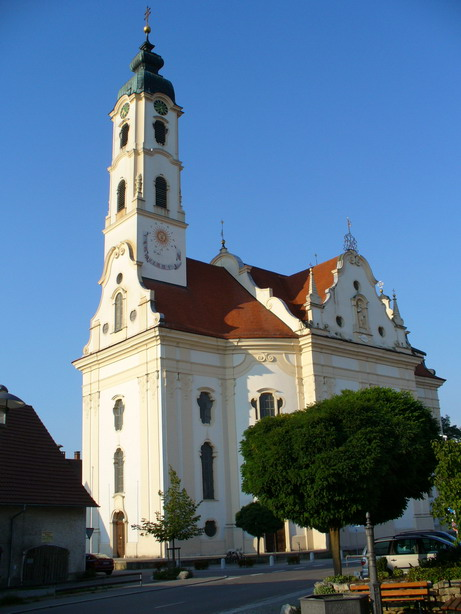
Bad Schussenried, Santuario di Steinhausen
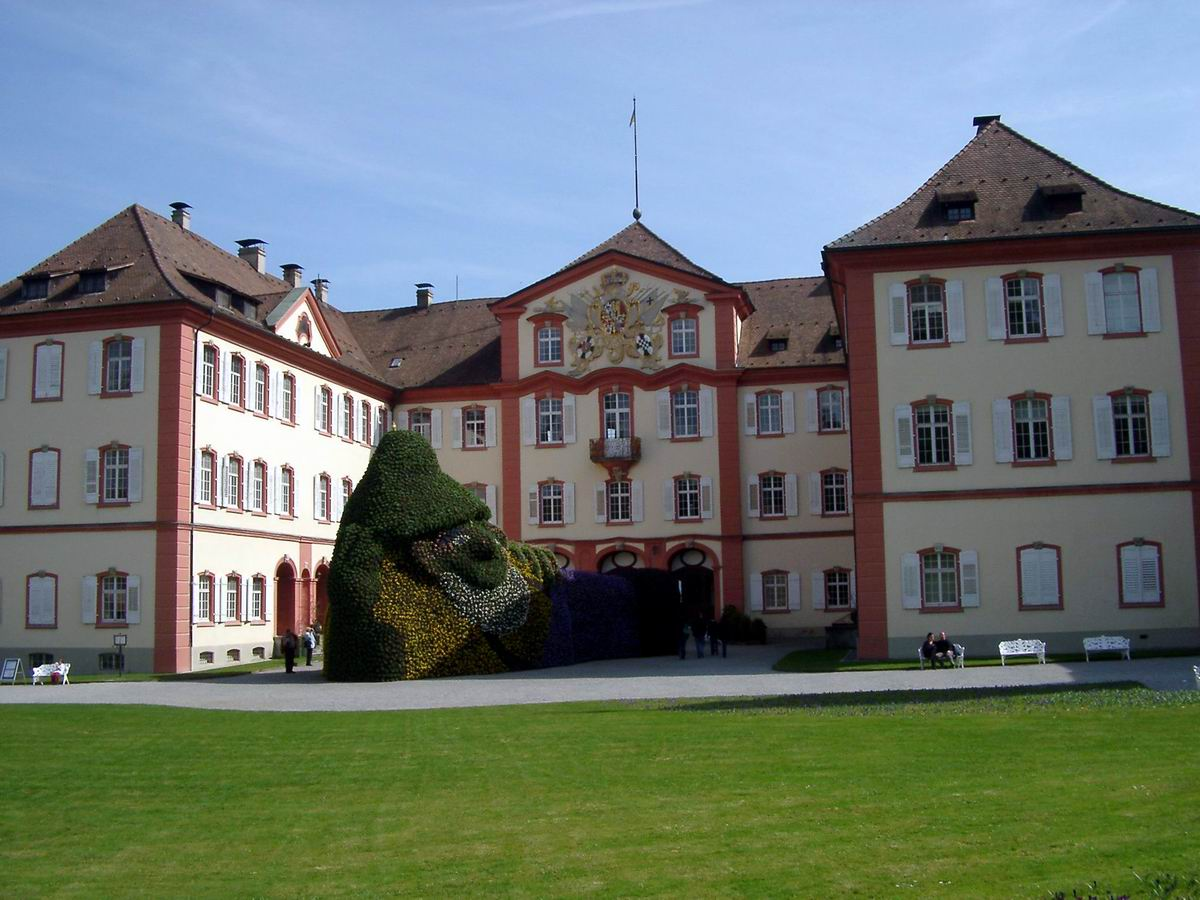
Isola di Mainau, il Castello
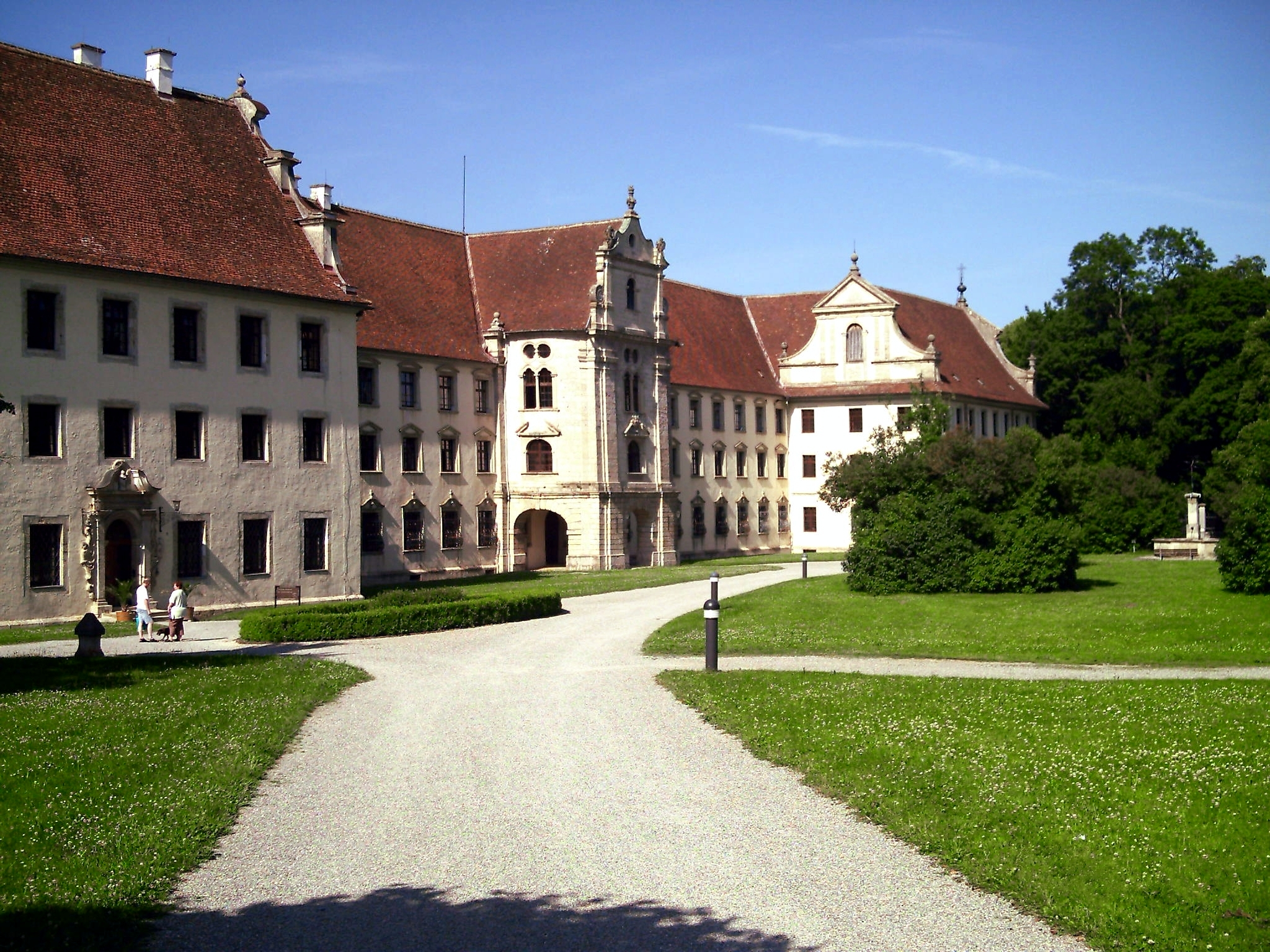
Abbazia di Obermarchtal
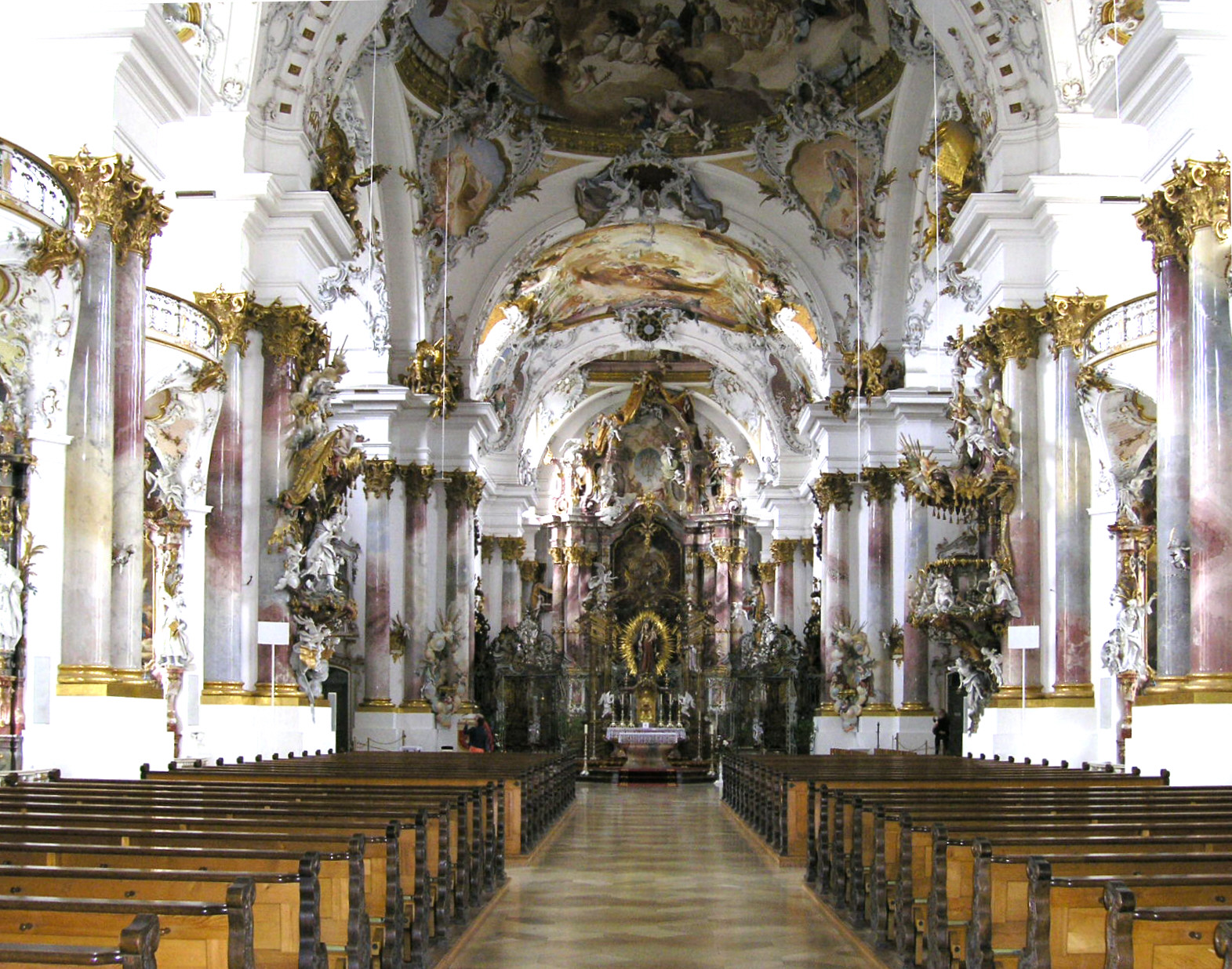
Abbazia di Zwiefalten
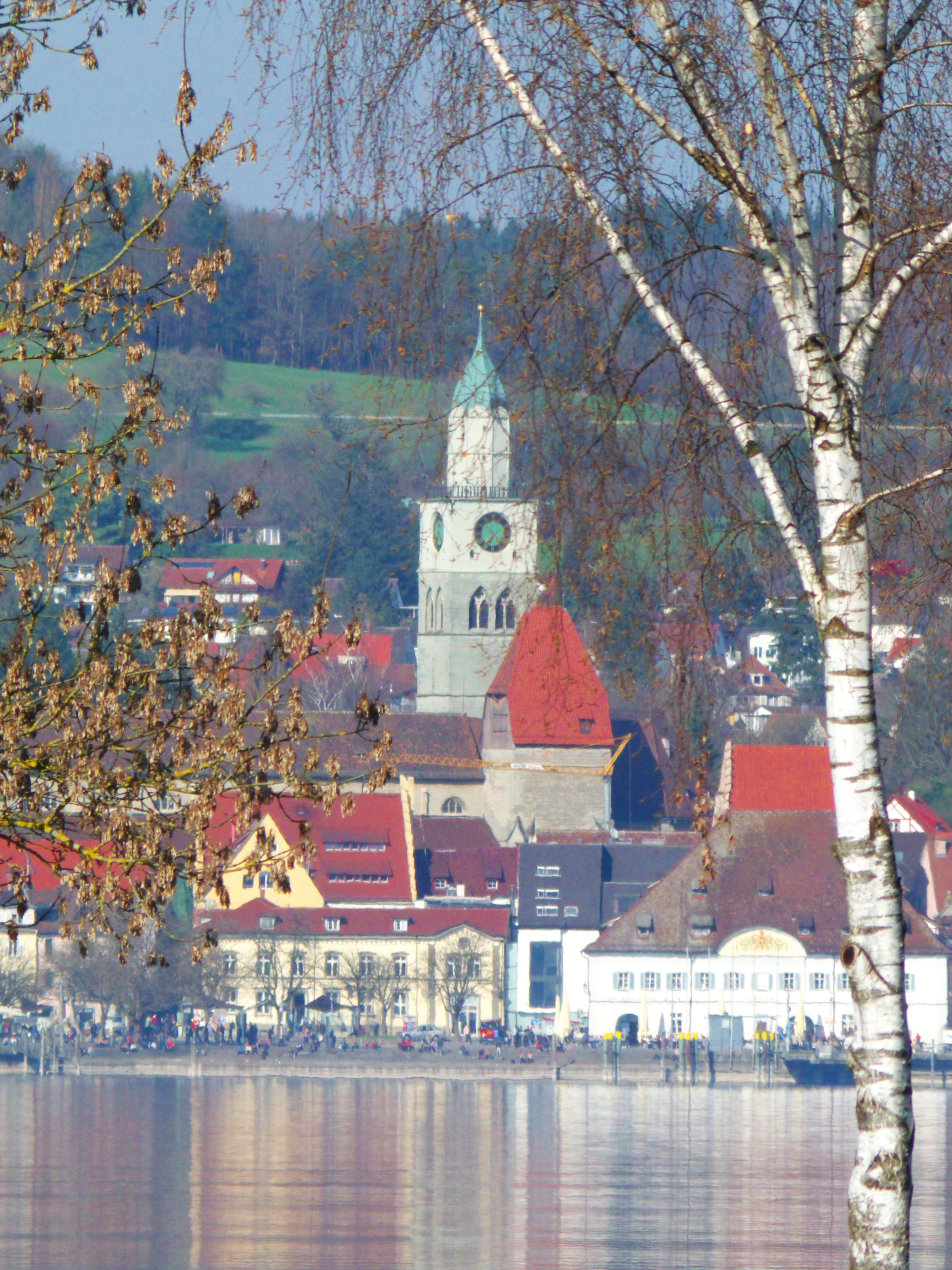
Veduta di Überlingen
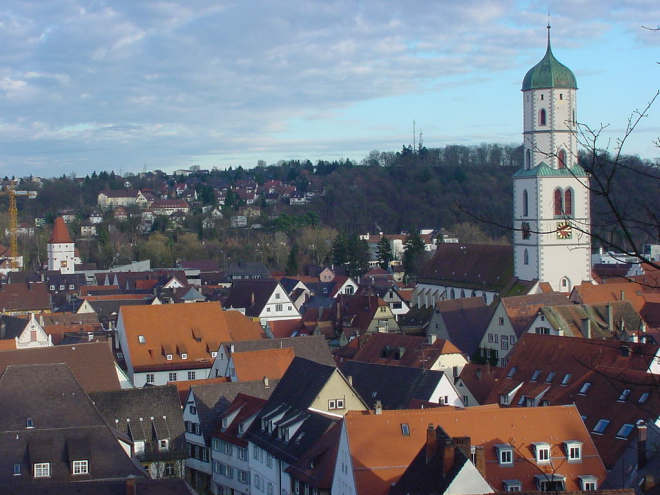
Biberach an der Riß
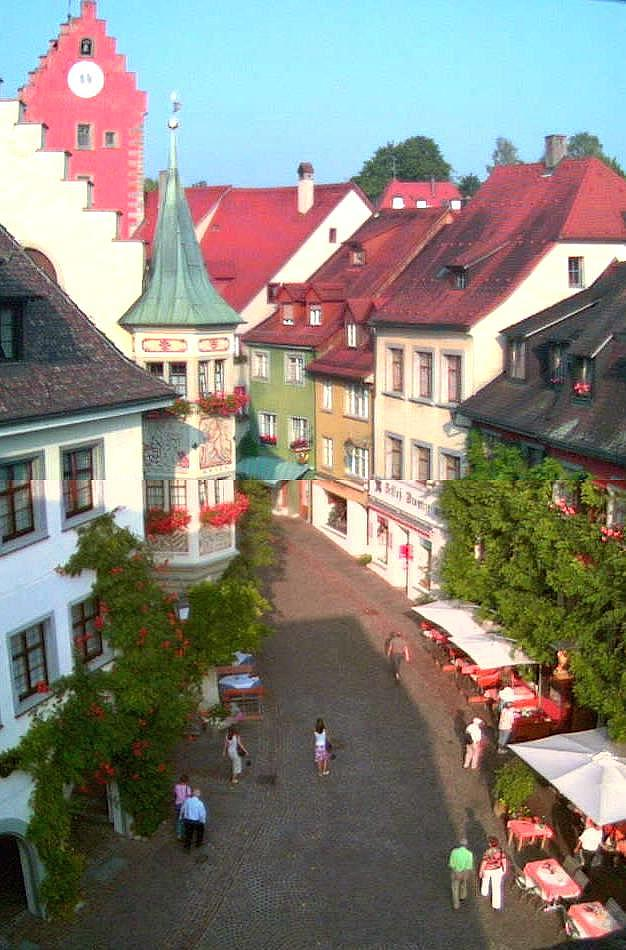
Meersburg, la vecchia città
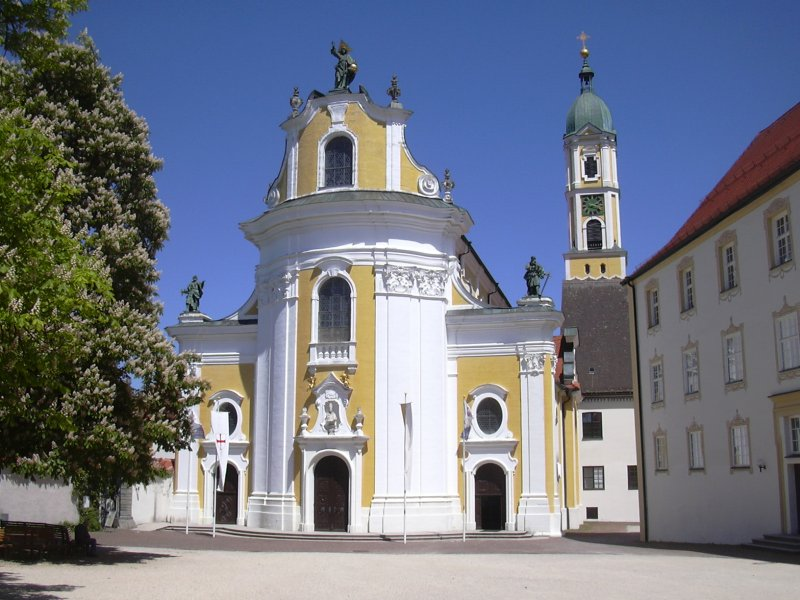
Abbazia di Ochsenhausen
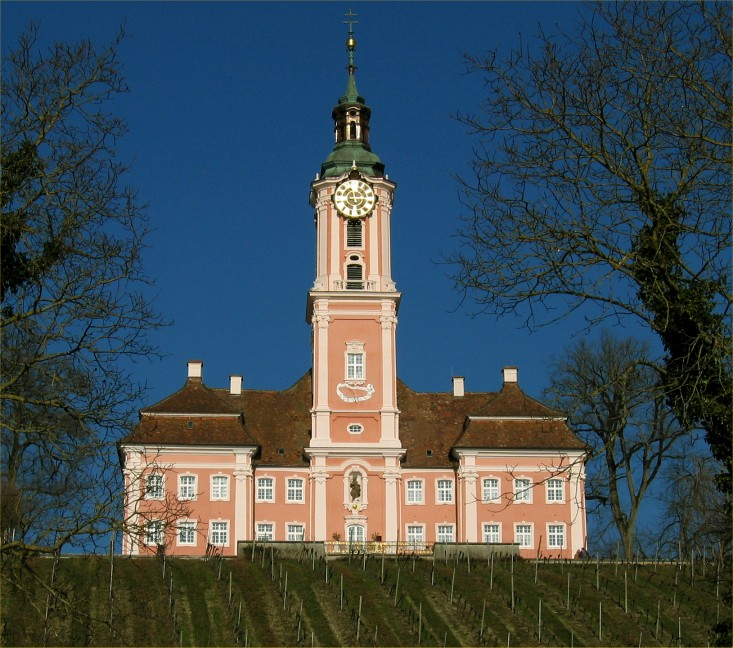
Santuario di Birnau
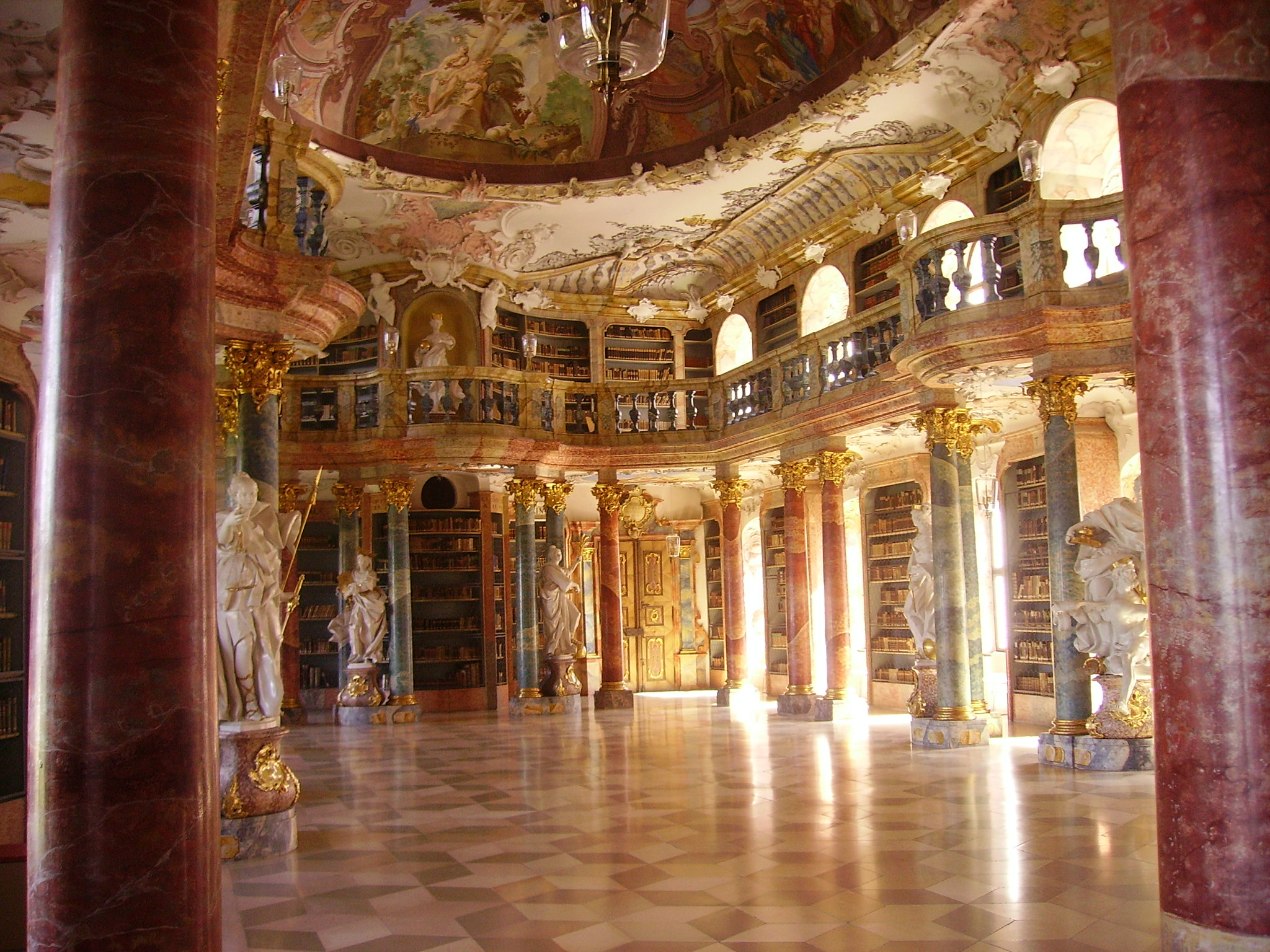
Biblioteca dell'Abbazia di Wiblingen
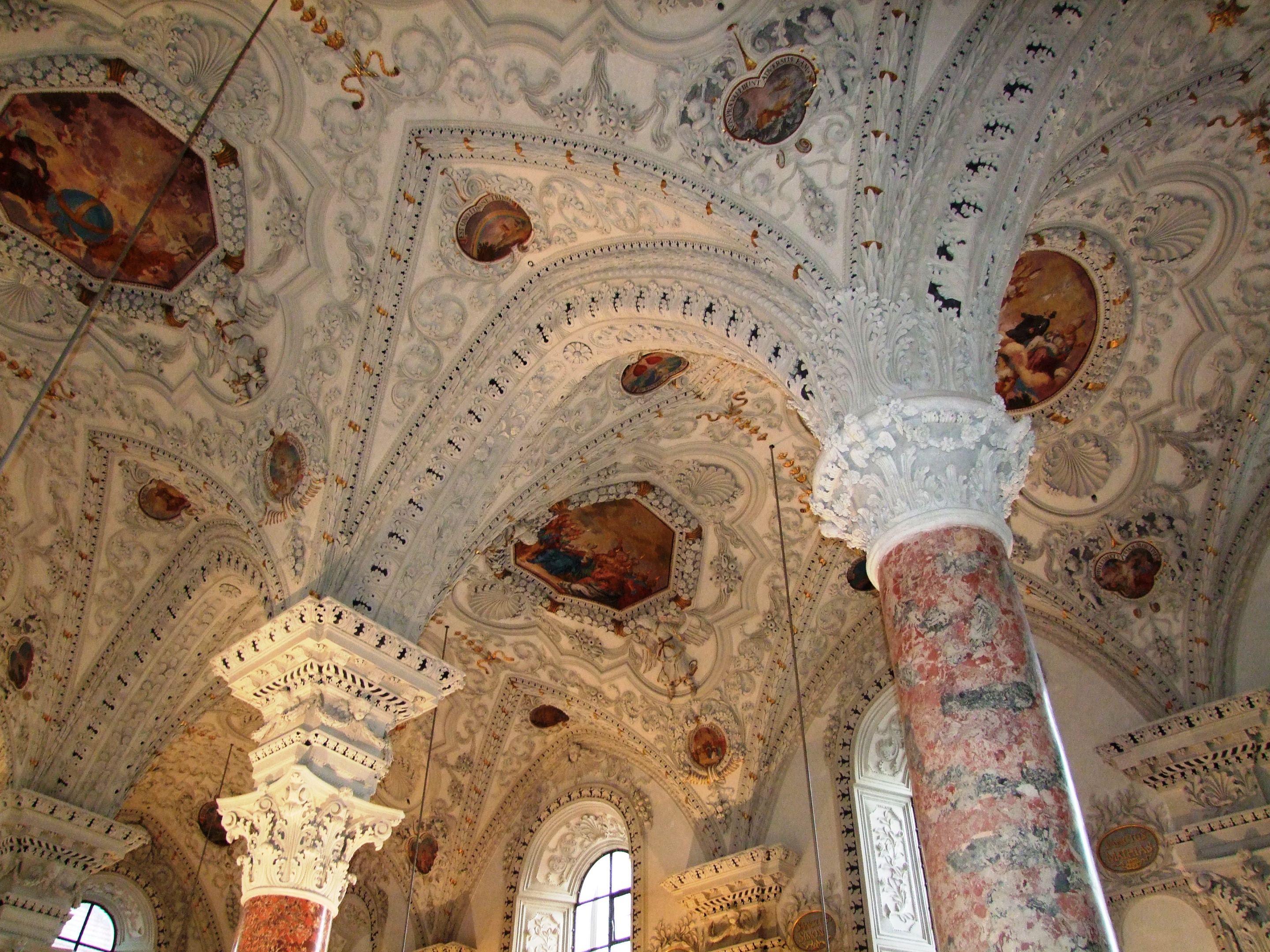
Memmingen, Monastero della Croce
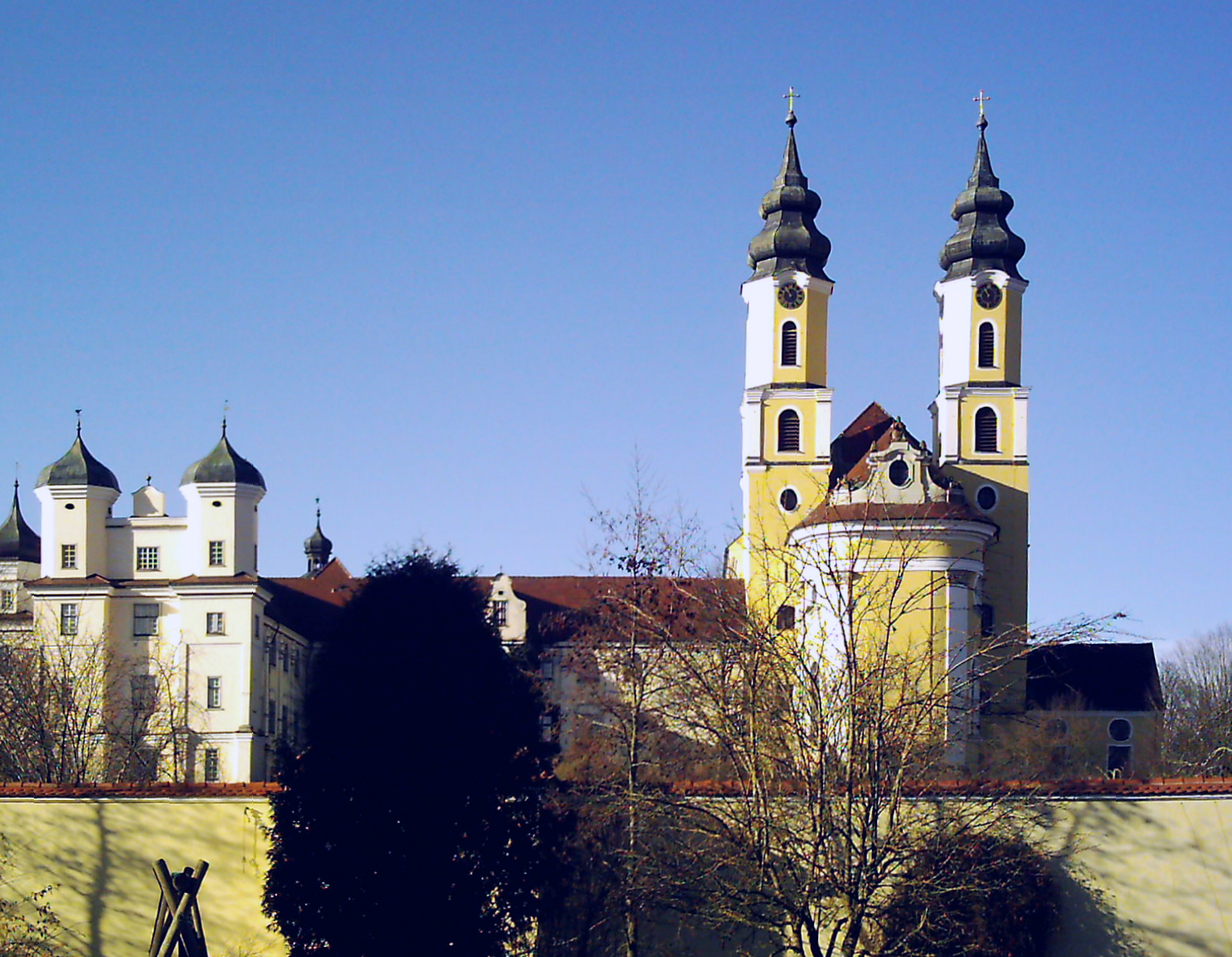
Rot an der Rot, l'Abbazia di Roth
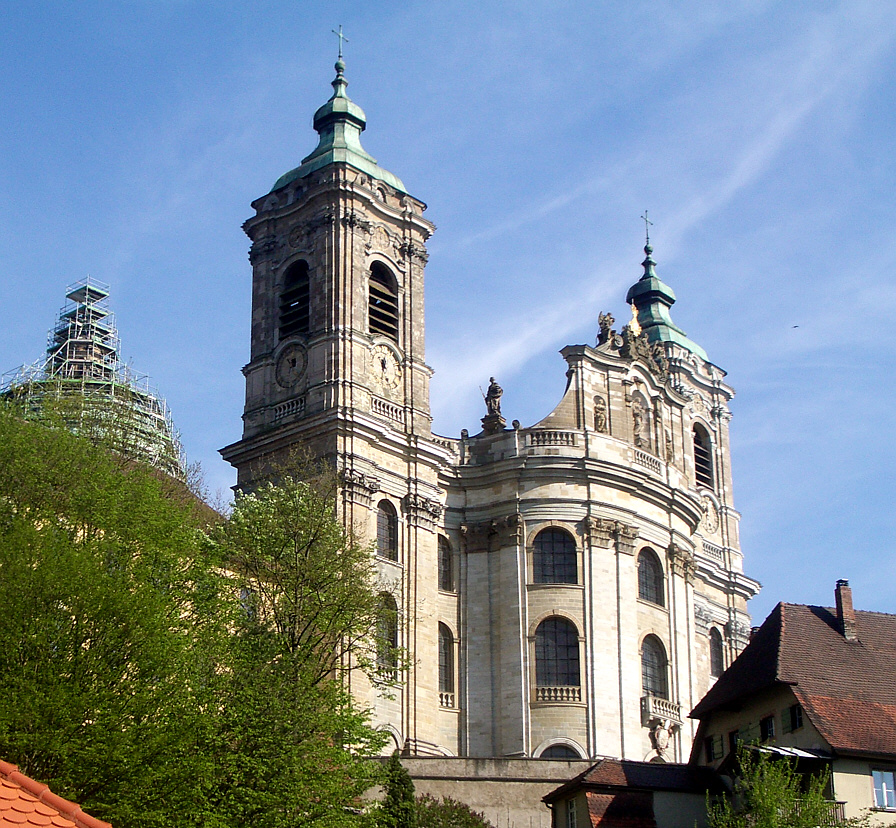
Abbazia di Weingarten
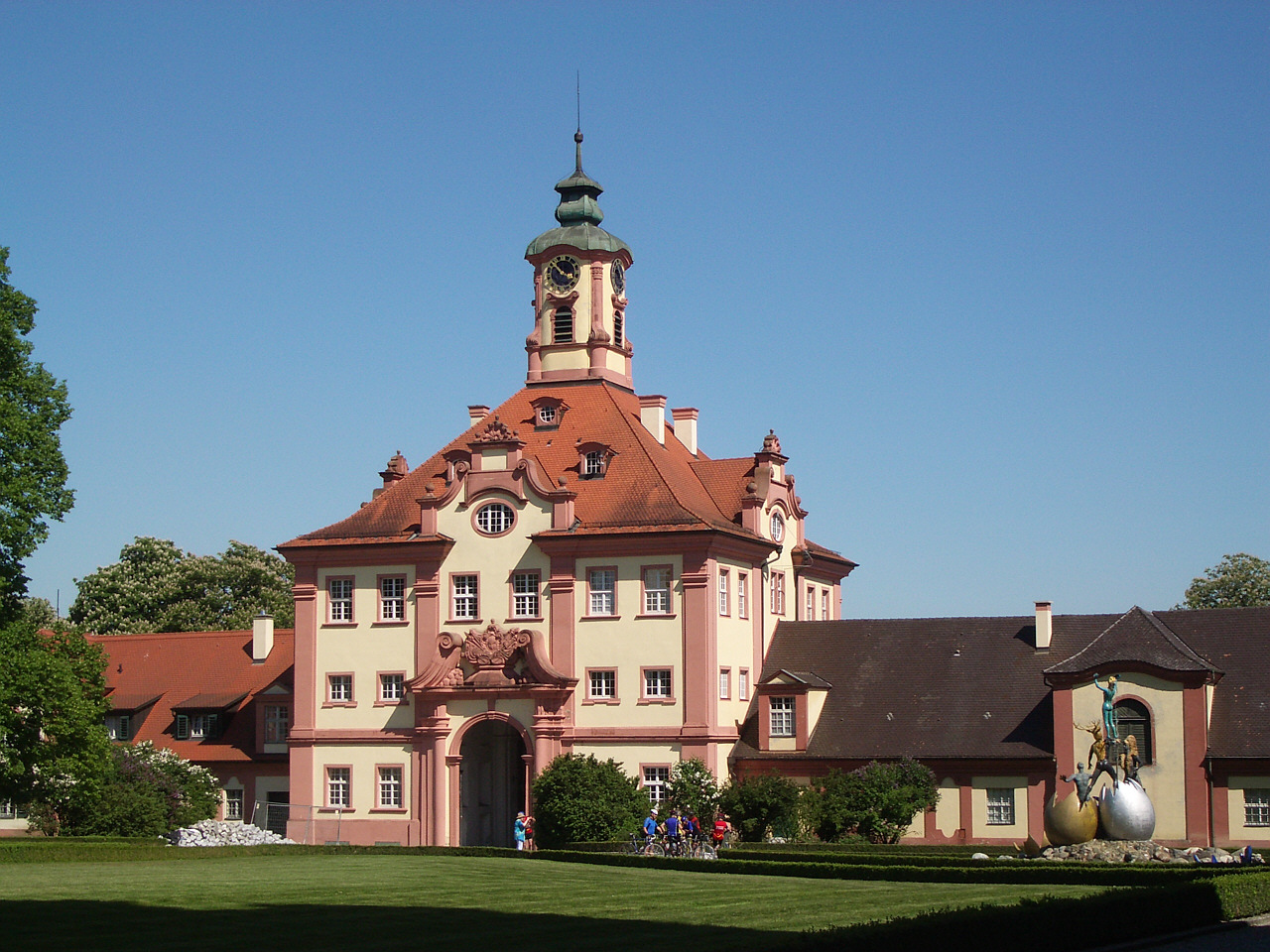
Altshausen, il Castello nuovo
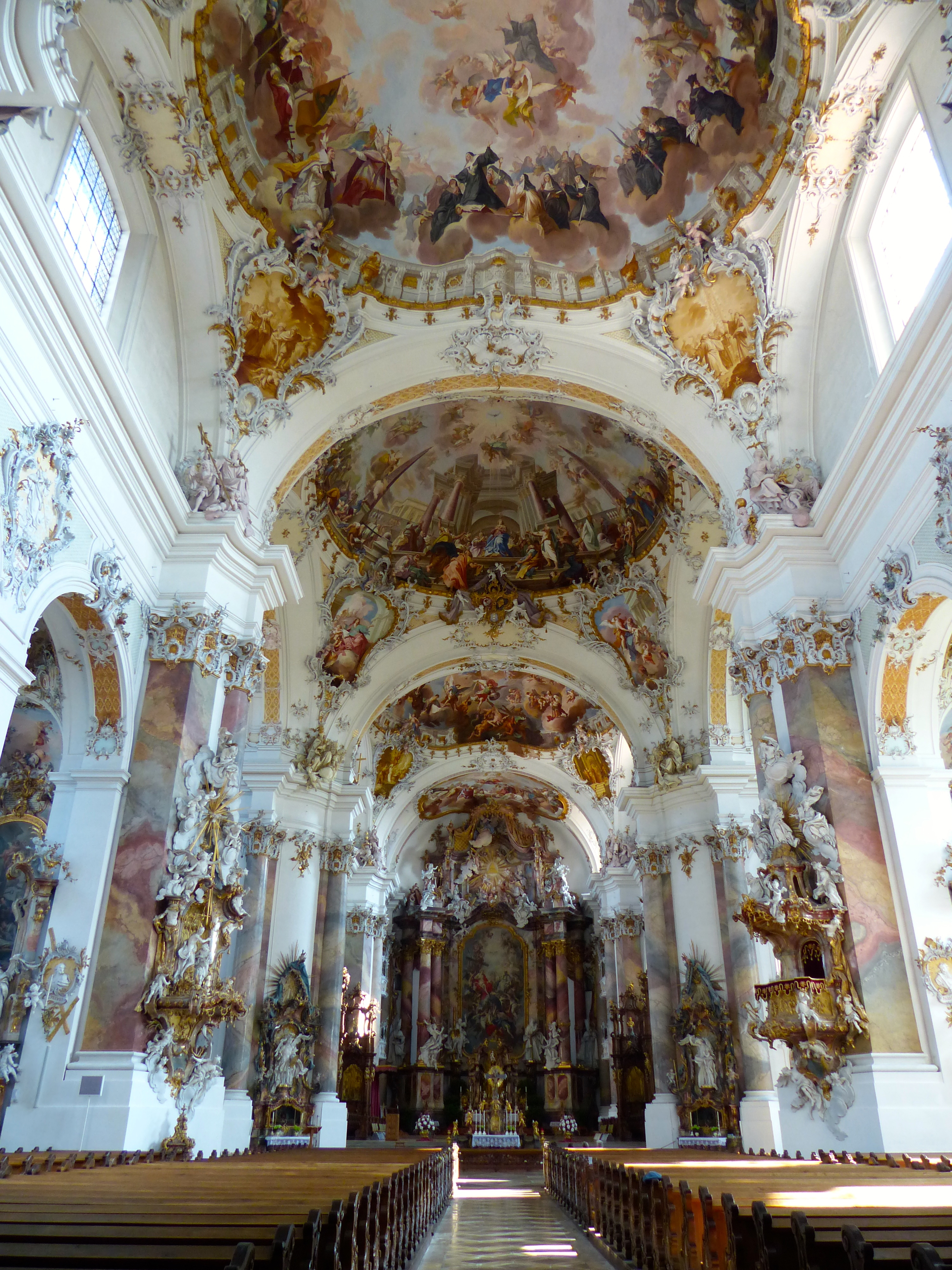
Ottobeuren, interno della Basilica dei Santi Alessandro e Teodoro
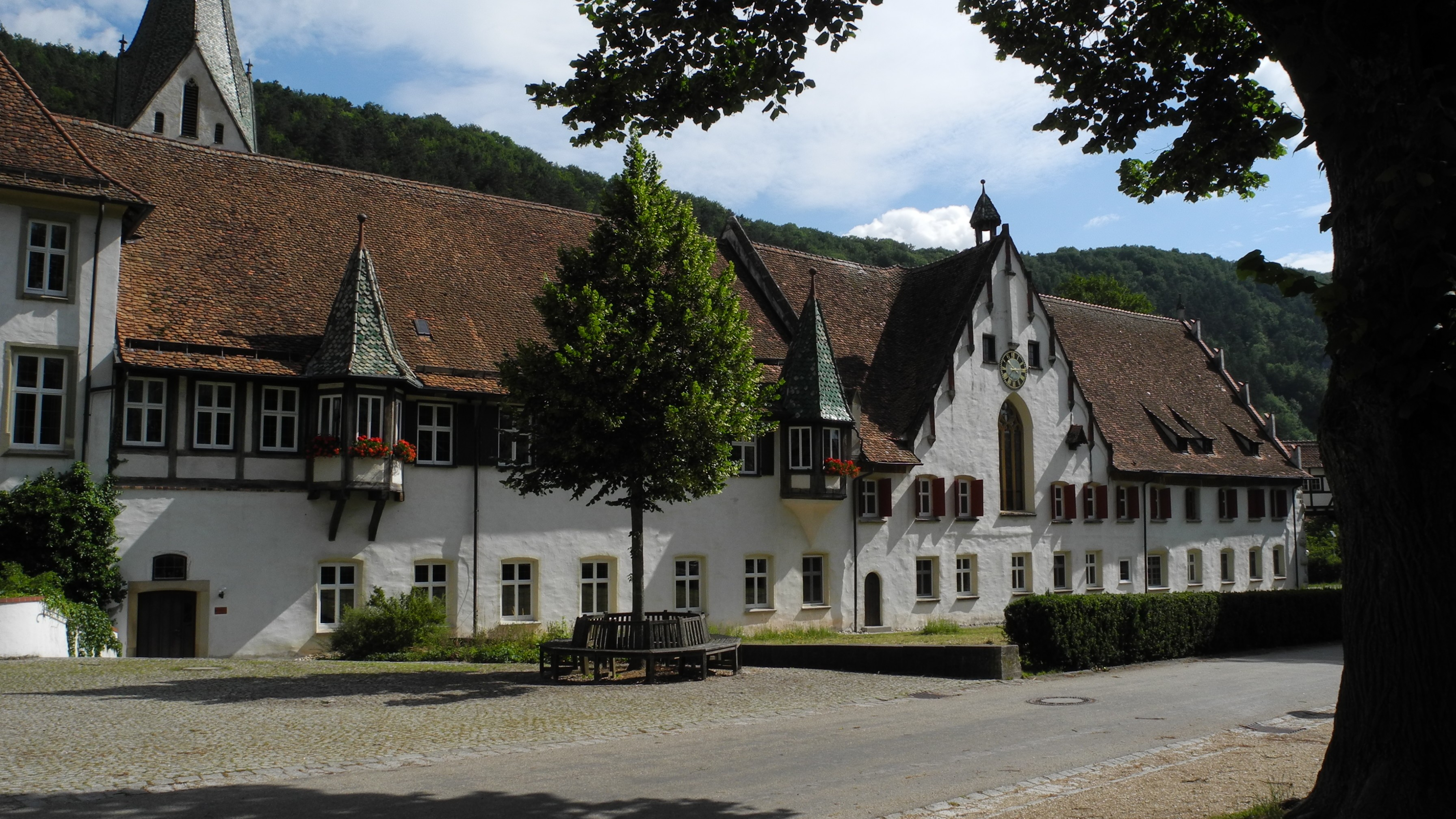
Blaubeuren, il monastero

## Strade
Vi sono quattro vie definite "strada barocca dell'Alta Svevia" che si diramano a seconda delle direzioni della rosa dei venti: la strada principale,. la strada ad ovest, la strada ad est e la strada a sud.

### Strada principale
La strada principale è circolare, parte e termina da Ulma, passando attraverso i seguenti villaggi e città:
Ulma, Wiblingen, Donaustetten, Gögglingen, Unterweiler, Blaubeuren, Erbach (Donau), Donaurieden, Ersingen, Oberdischingen, Öpfingen, Gamerschwang, Nasgenstadt, Ehingen (Donau), Munderkingen, Obermarchtal, Mochental, Zell, Zwiefalten, Dürrenwaldstetten, Daugendorf, Unlingen, Riedlingen, Heudorf, Kappel, Bad Buchau, Reichenbach, Muttensweiler, Steinhausen, Bad Schussenried, Otterswang, Aulendorf, Altshausen, Ebenweiler, Reute bei Bad Waldsee, Bad Waldsee, Baindt, Weingarten, Ravensburg, Obereschach, Gornhofen, Weißenau, Markdorf, Friedrichshafen, Eriskirch, Langenargen, Tettnang, Tannau, Wangen im Allgäu, Deuchelried, Argenbühl, Isny im Allgäu, Kißlegg, Wolfegg, Bergatreute, Bad Wurzach, Rot an der Rot, Ochsenhausen, Ummendorf, Biberach an der Riß, Reinstetten, Gutenzell, Schwendi, Burgrieden, Villa Rot, Laupheim, Baltringen, Maselheim, Bihlafingen, Oberkirchberg, Unterkirchberg, Ulma.

### Strada Ovest
La Strada Ovest parte da Riedlingen e termina a Meersburg sul lago di Costanza. Essa passa attraverso i seguenti villaggi e città:
Riedlingen, Altheim, Heiligkreuztal, Ertingen, Herbertingen, Bad Saulgau, Sießen, Ostrach, Habsthal, Krauchenwies, Meßkirch, Kloster Wald, Pfullendorf, Heiligenberg-Betenbrunn, Weildorf, Abbazia di Salem, Überlingen, Birnau, Seefelden, Baitenhausen, Meersburg.

### Strada Sud
La Strada Sud parte da Kressbronn am Bodensee, passando attraverso l'Austria e la Svizzera prima di terminare a Meersburg. Passa attraverso i seguenti villaggi e città:
Kressbronn am Bodensee, Schleinsee, Wasserburg, Lindau, Bregenz, Bildstein, Dornbirn, Hohenems, Altstätten, Trogen, Abbazia di San Gallo, Arbon, Romanshorn, Münsterlingen, Kreuzlingen, Costanza, Mainau, Meersburg.

### Strada Est
La Strada Est è la più corta delle vie. Essa parte da Rot an der Rot e termina a Kißlegg, estendendosi parzialmente sino all'Algovia. Passa attraverso i seguenti villaggi e città:
Rot an der Rot, Berkheim, Bonlanden, Binnrot, Haslach, Tannheim, Buxheim, Memmingen, Ottobeuren, Kempten im Allgäu, Wiggensbach, Altusried, Legau, Bad Grönenbach, Kronburg, Maria Steinbach, Legau, Frauenzell, Leutkirch im Allgäu, Rötsee, Kißlegg.

## Artisti ed architetti del barocco nell'Alta Svevia
- Cosmas Damian Asam, architetto e pittore
- Egid Quirin Asam, scultore e stuccatore
- Andreas Meinrad von Au, pittore
- Johann Caspar Bagnato, architetto
- Franz Anton Bagnato, architetto
- Franz Beer, architetto
- Johann Joseph Christian, scultore e stuccatore
- Jakob Emele, architetto
- Joseph Anton Feuchtmayer, scultore e stuccatore
- Johann Michael Feuchtmayer, stuccatore
- Johann Georg Fischer, architetto
- Johann Michael Fischer, architetto
- Joseph Gabler, organaro
- Johann Nepomuk Holzhey, organaro
- Franz Martin Kuen, pittore
- Sebastian Sailer, monaco e poeta
- Franz Xaver Schmuzer, stuccatore
- Johann Schmuzer, stuccatore
- Johann Georg Specht, architetto
- Franz Joseph Spiegler, pittore
- Jacob Carl Stauder, pittore
- Peter Thumb, architetto
- Januarius Zick, pittore
- Johannes Zick, pittore
- Dominikus Zimmermann, architetto e stuccatore
- Johann Baptist Zimmermann, pittore e stuccatore